# 中国通用技术集团

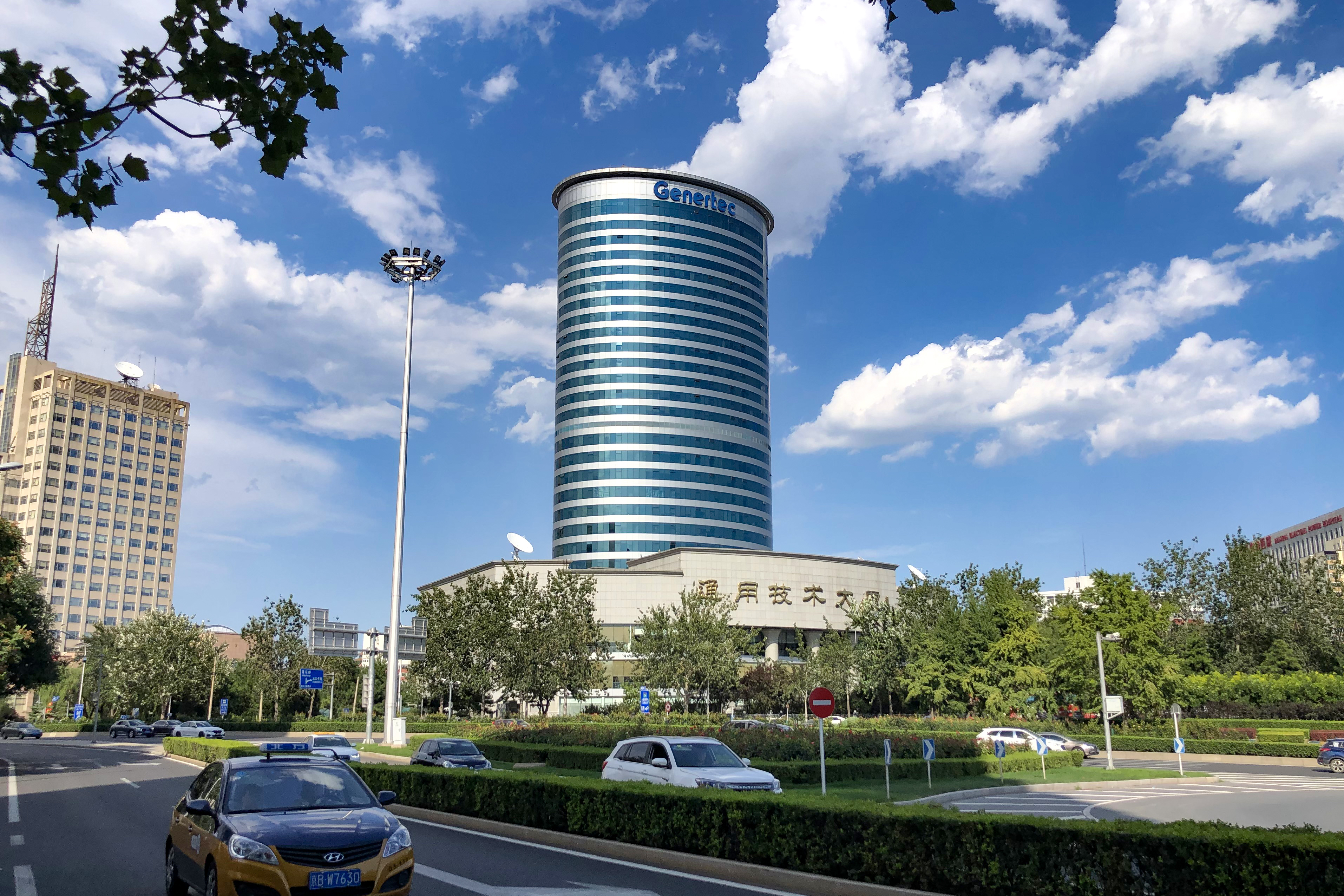
中国通用技术原总部：位于六里桥东北角的通用技术大厦，2024年改挂“通用健康大厦”标识

中国通用技术(集团)控股有限责任公司（英語：China General Technology (Group) Holding Co Ltd，简称“通用技术集团”、GENERTEC）成立于1998年3月，是由6家原外经贸部直属企业组建的国有独资公司，由中华人民共和国国务院授权国务院国有资产监督管理委员会管理。目前，集团拥有包括上市公司在内的境内二级经营机构21家，境外机构（包括集团公司直属和由子公司管理）66家。集团主要提供招标采购和技术引进等服务，如大型及成套设备出口，国际工程承包，对外经济技术合作，机电产品进口、分销及技术服务和医药保健品外经贸等等。集团总部位于北京，党组书记兼董事长为于旭波。
2023年1月18日，中国通用技术集团总部由西三环中路90号迁至北京丽泽金融商务区西营街1号院通用时代中心。

## 子集团和直属二级公司

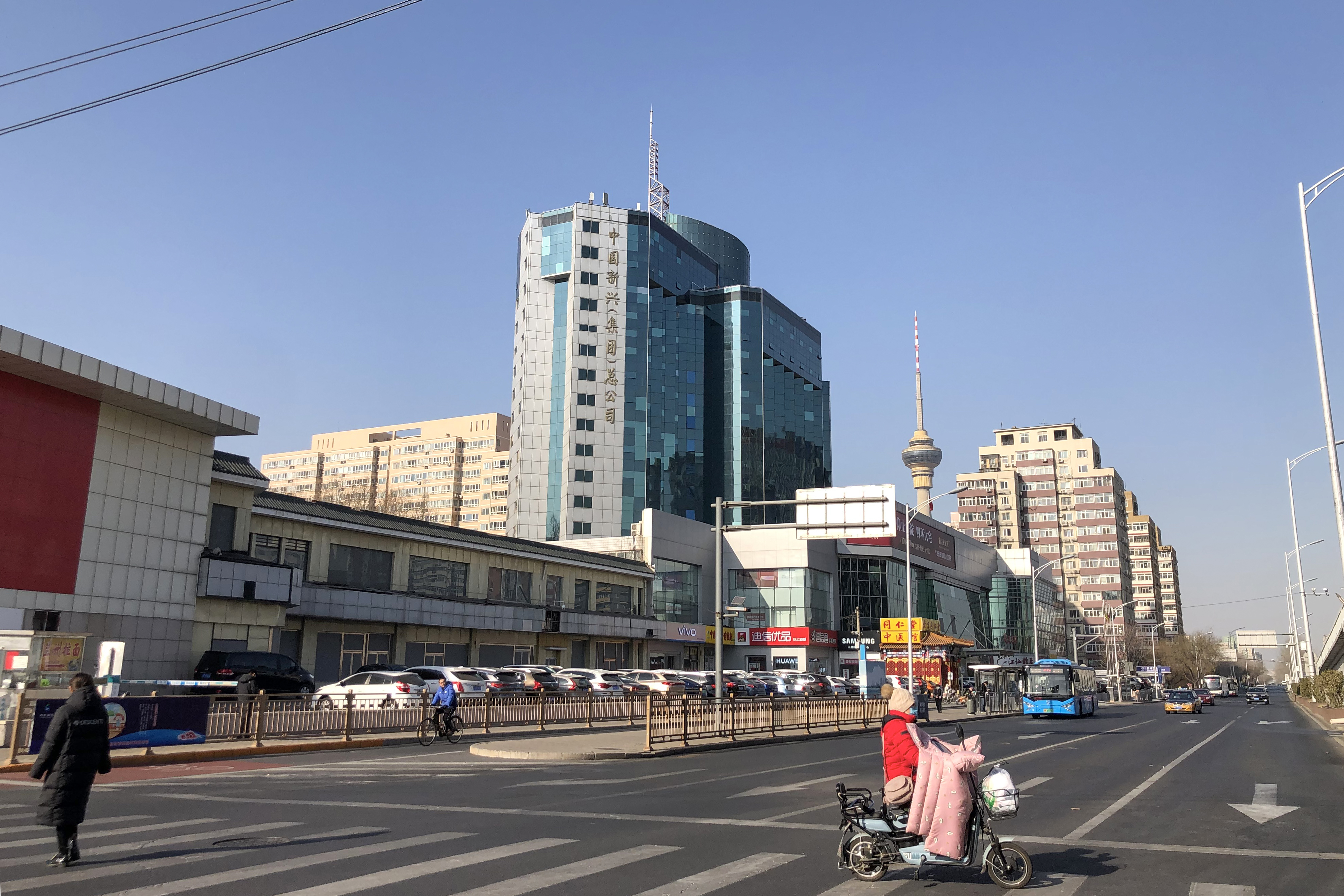
总部位于公主坟的中国新兴集团，1998年与军队脱钩重组，2009年成为中国通用技术集团全资子公司

通用技术集团机床有限公司
- 通用技术集团沈阳机床有限责任公司
- 通用技术集团大连机床有限责任公司
- 通用技术集团机床工程研究院有限公司
- 通用技术集团哈尔滨量具刃具有限责任公司
- 通用技术齐齐哈尔二机床有限责任公司
- 通用技术集团天津第一机床有限责任公司
- 通用技术集团昆明机床股份有限公司
- 通用技术集团天锻压力机有限公司

通用技术高新材料集团有限公司
- 中国纺织科学研究院有限公司

中国邮电器材集团有限公司
- 中国轻工业品进出口集团有限公司
- 中国海外经济合作有限公司

通用技术集团国际控股有限公司
- 中国技术进出口集团有限公司
- 中国机械进出口（集团）有限公司
- 中国通用咨询投资有限公司

通用技术集团资本有限公司
- 通用技术集团投资管理有限公司

中国医药健康产业股份有限公司
中国仪器进出口集团有限公司
通用环球医疗集团有限公司
通用技术集团医疗健康有限公司
国中康健集团有限公司
航天医疗健康科技有限公司
宝石花医疗健康投资控股集团有限公司
通用技术集团健康养老产业有限公司
通用技术集团健康管理科技有限公司
中国新兴集团有限责任公司
通用技术集团工程设计有限公司
通用技术集团财务有限责任公司
通用技术集团国际物流有限公司

重庆医药健康产业有限公司

### 其它子公司
- 中轻太阳能电池有限责任公司

### 集团直属海外控股机构
- 通用技术欧洲德玛斯有限责任公司
- 中国通用技术集团意大利公司
- 通用技术英国有限责任公司
- 欧洲机械进出口有限责任公司
- 华洋(亚太)国际有限公司
- 日本兆华贸易株式会社
- 通用技术集团香港国际资本有限公司
- 通用技术集团俄罗斯代表处
- 通用技术集团土耳其代表处
- 通用技术集团缅甸代表处

## 国际制裁
2024年8月23日，美国宣布扩大针对俄罗斯入侵乌克兰的制裁措施，对通用技术集团旗下大连机床进出口有限公司因参与从2023年2月至2024年1月向俄罗斯公司供应价值超过400万美元的军民两用机床和零部件，包括被指定的能源设施而列入制裁名单。